# Cearadactylus
Cearadactylus foi um gênero de pterossauro que habitou o actual Nordeste do Brasil na Chapada do Araripe, no estado do Ceará. Este réptil voador viveu no final da primeira metade do período Cretáceo, no andar Albiano, cerca de 112 milhões de anos atrás. A espécie-tipo é denominada Cearadactylus atrox.
Tinha tinha cerca de 5,5 metros de envergadura com peso estimado de 25 kg. Era um réptil carnívoro, de crânio alongado e mandíbulas em forma de espátula.

## Descoberta

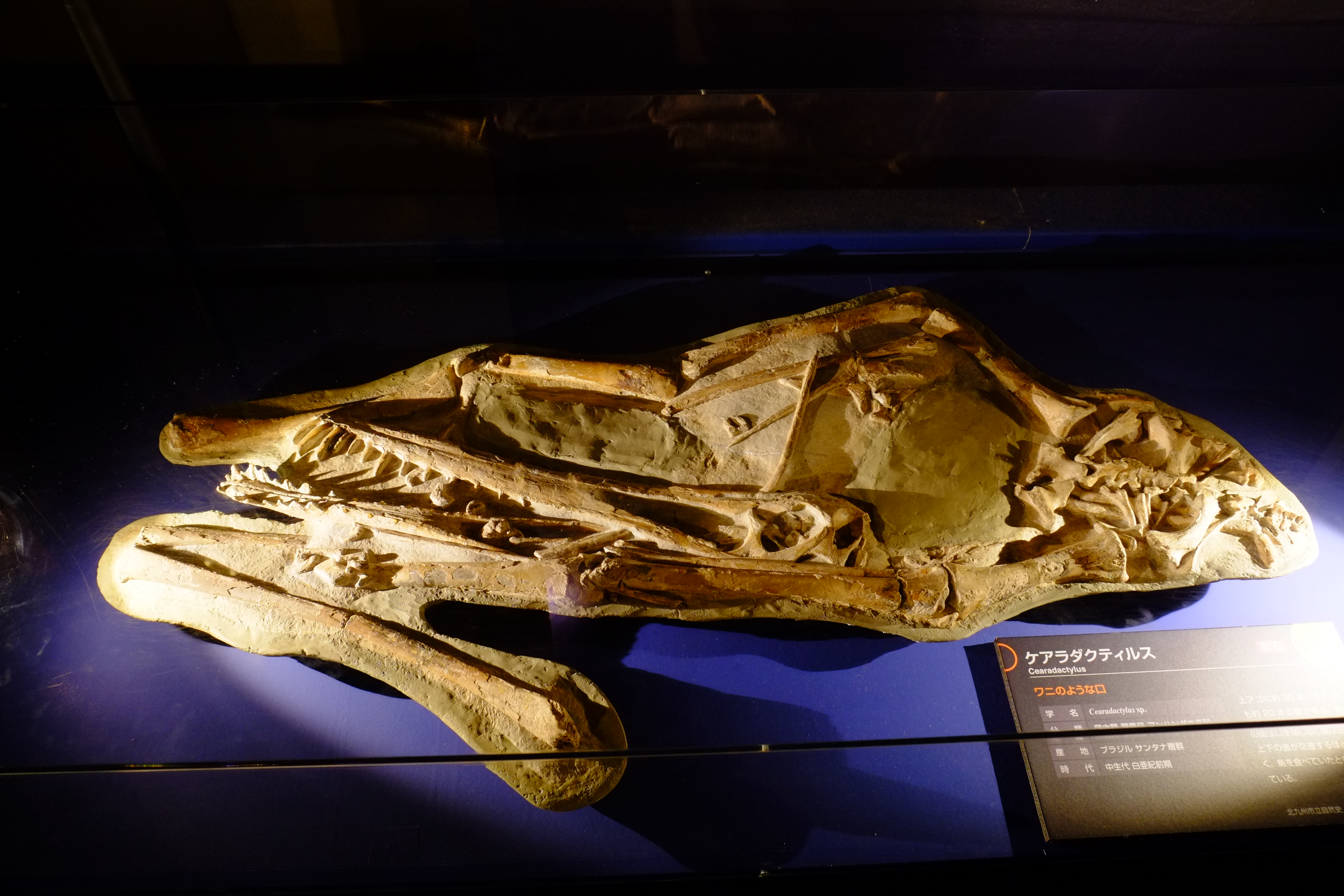
Esqueleto do Cearadactylus em museu no Japão

O holótipo do Cearadactylus é MN 7019-V (anteriormente CB-PV-F-O93), que foi descoberto na Formação Romualdo do Grupo Santana na Chapada do Araripe no nordeste do Brasil. Consiste em um único crânio com um comprimento de 57 centímetros.
Conhece-se apenas um único crânio deste pterossauro, bastante fragmentado, que teria cerca de 57 cm de comprimento. Foi possível reconstruir a sua aparência através da comparação com parentes próximos e melhor preservados, como o Ornithocheirus e o Anhanguera. O Cearadactylus seria um pterossauro de cauda curta com uma envergadura de vários metros, que poderia facilmente apanhar peixe usando os seus grandes e afiados dentes na parte frontal da mandíbula.